# Mandelstein (Gestein)

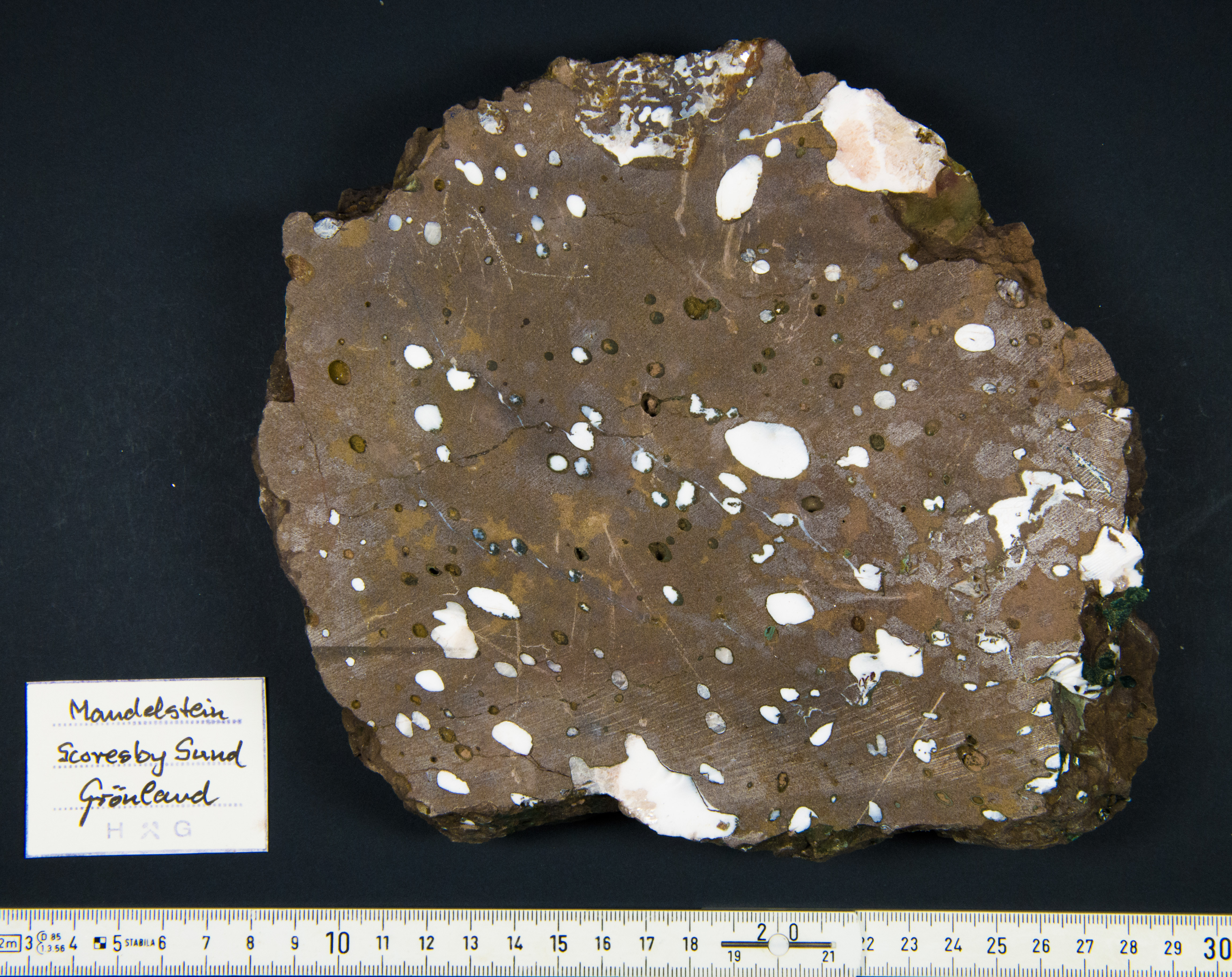
Mandelstein: Zeolith in tholeitischen Flutbasalten. Fundort: Scoresby Sund, Grönland

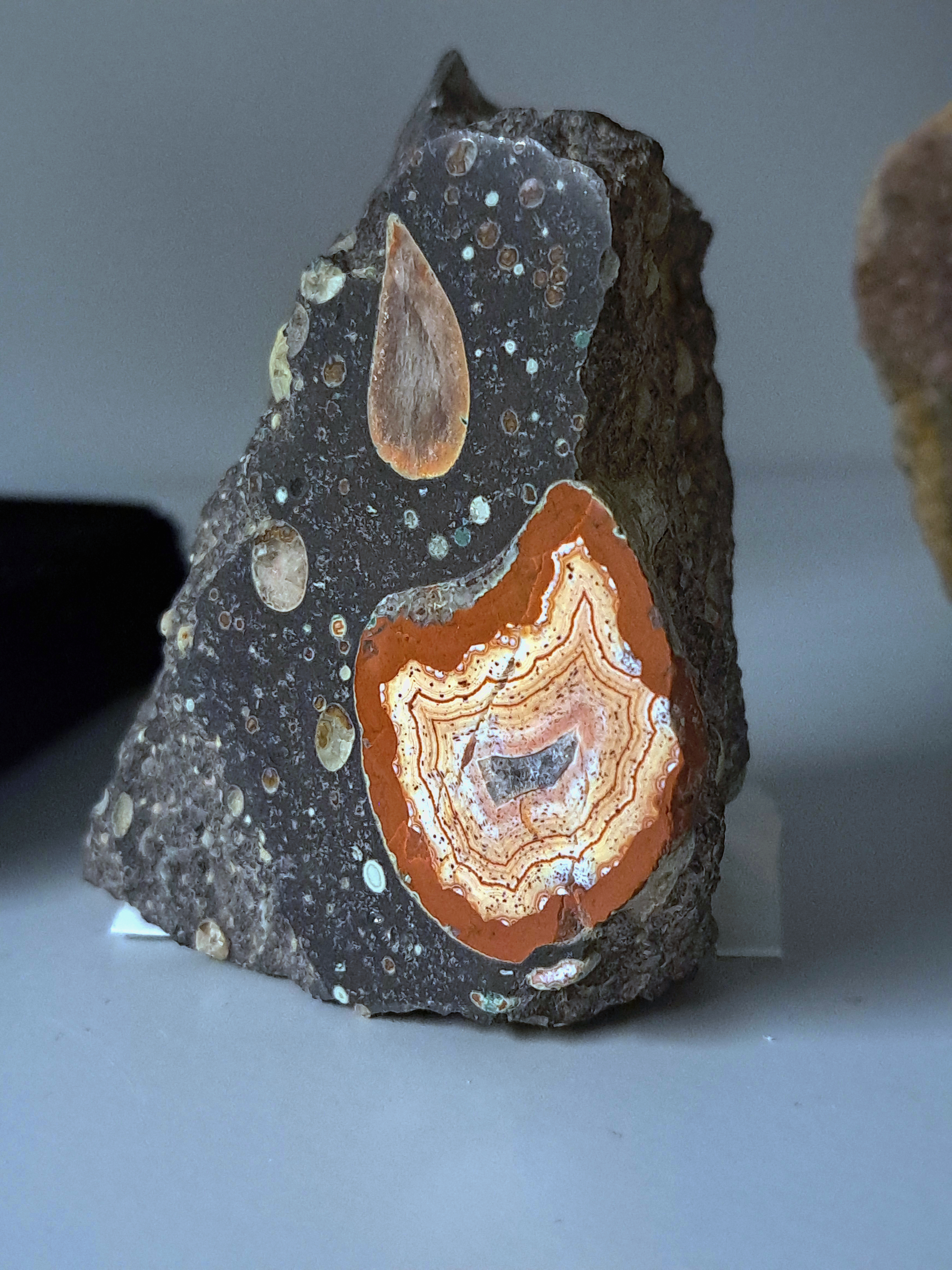
Mandelstein mit Achat-Mandeln in einer Ausstellungsvitrine im Museum Mineralogia München

Mandelstein (Amygdaloid) ist eine Strukturform verschiedener vulkanischer Gesteine, deren ursprüngliche Hohlräume (Blasenräume) gänzlich oder doch zum Teil durch später gebildete Mineralien (Quarz, Opal, Kalkspat, Zeolithe, auch Grünerde, allein oder die ausfüllenden Mineralien gegen das Gestein abgrenzend) ausgefüllt sind.
Je nach chemischen Gegebenheiten lösen sich die Ausfüllungsmassen (Mandeln) leicht aus der Gesteinsumhüllung oder sind fest an sie angewachsen und durch eine Übergangszone innig mit ihr verbunden. Sie können rund, abgeplattet bis linsenförmig und gelegentlich birnenförmig oder auch unregelmäßig. Häufig sind sie in die Länge gezogen und mandelähnlich (daher der Name). Oft sind sie innen noch hohl und mit Kristallen ausgekleidet (Drusen). Um den Kern finden sich insbesondere bei Quarzausfüllung zahlreiche konzentrische Schichten verschieden gefärbter Chalcedone (Achat), aber auch die ganze Ausfüllung kann aus Achat bestehen.
Von besonderem Interesse sind wässerige Lösungen und Luft enthaltende Chalcedonmandeln (Enhydros, Wasserstein), weil der Flüssigkeitsinhalt durch Liegen in trockener Luft vermindert, durch Eintauchen in Wasser vermehrt werden kann. Weist dieses Verhalten auf eine Art Endosmose oder auf eine Kommunikation des Mandelinhalts mit der Umgebung durch die schon verfestigte Umhüllung hindurch mittels Haarspalten und -Röhrchen hin, so scheinen andere Mandeln durch Infiltration von einer Stelle aus, die sich an angeschliffenen Exemplaren durch das Ausbiegen der konzentrischen Lagen nachweisen lässt, gebildet zu sein. In jedem Fall waren die Hohlräume (Geoden) schon vorher vorhanden. 
Die Mandelsteinstruktur findet sich vornehmlich bei basaltischen Gesteinen, bei Melaphyren und besonders häufig Palatiniten, bei Diabas etc. Die Mandeln des Palatinits liefern die Achate.